# Янгорас
Янгора́с (чув. Янкурас) — деревня в Аликовском муниципальном округе Чувашской Республики. Входила в состав Аликовского сельского поселения до его упразднения в 2022 году.

## Общие сведения о селе
Улицы: Молодёжная, Лесная, Нагорная. В настоящее время деревня в основном газифицирована. Рядом с деревней протекает речка Абасирма.

### География
Янгорас расположена на южной окраине административного центра Аликовского района.

### Климат
Климат умеренно континентальный с продолжительной холодной зимой и тёплым летом. Средняя температура января −12,9 °C, июля 18,3 °C, абсолютный минимум достигал −44 °C, абсолютный максимум 37 °C. За год в среднем выпадает до 552 мм осадков.

### Демография
Население — 312 человек (2006 г.), из них большинство женщины (165).

## История
До 1927 года деревня входила в Аликовскую волость Ядринского уезда. 1 ноября 1927 года — в составе Аликовского района, после 20 декабря 1962 года — в Вурнарском районе. С 14 марта 1965 года снова в Аликовском районе.

## Связь и средства массовой информации
- Связь: ОАО «Волгателеком», Би Лайн, МТС, Мегафон. Развит ADSL-интернет.
- Газеты и журналы: Аликовская районная газета «Пурнăç çулĕпе» — «По жизненному пути»[4] на чувашском и русском языках.
- Телевидение: население использует эфирное и спутниковое телевидение, кабельное телевидение отсутствует. Эфирное телевидение позволяет принимать национальный канал на чувашском и русском языках.

## Люди, связанные с Янгорас
- Долгова, Земфира Алексеевна — заслуженная учительница Чувашской республики.
- Иванова, Людмила Егоровна — заслуженная учительница Чувашской республики.
- Озерова, Тамара Филипповна — заслуженный врач Чувашской республики.